# Теорія всього (фільм)
«Тео́рія всього́» (англ. The Theory of Everything) — британська драматична біографічна стрічка режисера Джеймса Марша, що вийшла 2014 року. У головних ролях Едді Редмейн, Фелісіті Джонс. Стрічку знято на основі книги «Подорож в нескінченність: моє життя зі Стівеном» авторства Джейн Гокінґ.
Вперше фільм продемонстрували 7 вересня 2014 року у Канаді на 39-му Міжнародному кінофестивалі у Торонто.

## Сюжет
Стрічка розповідає про молодість всесвітньо відомого фізика Стівена Гокінга та його стосунки з майбутньою дружиною.

## Український Дубляж
- Студія: LeDoyen Studio[6]
- Перекладач і автор синхронного тексту: Олекса Негребецький
- Режисер дубляжу: Олекса Негребецький
- Звукорежисер: Михайло Угрин
- Звукорежисер перезапису: Олег Кульчицький
- Координатор проекту: Ольга Боєва

Ролі дублювали: 
- Стівен Гокінг — Олександр Погребняк
- Джейн Гокінг — Марина Локтіонова

Додатковий актори дублювання: Дмитро Терещук, Олександр Ромашко, Олег Лепенець, Олена Узлюк, Юрій Кудрявець,

## Творці фільму

### Знімальна група
Кінорежисер — Джеймс Марш, сценаристом був Ентоні МакКартен, кінопродюсерами — Тім Беван, Ліза Брюс, Ерік Феллнер і Ентоні МакКартен. Композитор: Йоганн Йоганнссон, кінооператор — Бенуа Делгомм, кіномонтаж: Джин Ґодфрі. Підбір акторів — Ніна Ґолд, художник-постановник: Джон Пол Келлі, художник по костюмах — Стівен Нобл.

### У ролях
| Актор              | Персонаж                                    | Роль                  |
| ------------------ | ------------------------------------------- | --------------------- |
| Едді Редмейн       | Стівен Гокінг англ. Stephen Hawking         | англійський фізик     |
| Фелісіті Джонс     | Джейн Вайлд Гокінг англ. Jane Wilde Hawking | перша дружина Стівена |
| Максін Пік         | Елейн Мейсон англ. Elaine Mason             | друга дружина Стівена |
| Чарлі Кокс         | Джонатан Джонс англ. Jonathan Jones         | другий чоловік Джейн  |
| Емілі Вотсон       | Беріл Вайлд англ. Beryl Wilde               | мати Джейн            |
| Саймон Макберні    | Френк Гокінг англ. Frank Hawking            | батько Стівена        |
| Ебіґейл Круттенден | Ізабель Гокінг англ. Isobel Hawking         | мати Стівена          |
| Девід Тьюліс       | Денніс Шіама                                | професор Кембриджа    |

## Сприйняття

### Критика
Фільм отримав позитивні відгуки: Rotten Tomatoes дав оцінку 79% на основі 219 відгуків від критиків (середня оцінка 7,3/10) і 85% від глядачів зі середньою оцінкою 4/5 (58,635 голосів). Загалом на сайті фільм має позитивний рейтинг, фільму зарахований «стиглий помідор» від кінокритиків і «попкорн» від глядачів, Internet Movie Database — 7,8/10 (96 437 голосів), Metacritic — 72/100 (47 відгуків критиків) і 7,5/10 від глядачів (205 голосів). Загалом на цьому ресурсі від критиків і від глядачів фільм отримав позитивні відгуки.

### Касові збори
Під час показу у США протягом першого (вузького, з 7 листопада 2014 року) тижня фільм був показаний у 5 кінотеатрах і зібрав 208,763 $, що на той час дозволило йому зайняти 28 місце серед усіх прем'єр. Наступного (широкого, з 26 листопада 2014 року) тижня фільм був показаний у 802 кінотеатрах і зібрав 5,011,146 $ (7 місце).
Всього за час показів у кінотеатрах світу фільм зібрав 122 873 310 доларів США; найбільший продаж квитків був у Північній Америці (35,9 мільйонів доларів США) та у Великій Британії (31,9 доларів США).

### Нагороди і номінації[9]
| Рік  | Нагорода                | Категорія                      | Номінант                                             | Результат |
| ---- | ----------------------- | ------------------------------ | ---------------------------------------------------- | --------- |
| 2015 | Премія «Золотий глобус» | Найкращий фільм — драма        | стрічка                                              | Номінація |
| 2015 | Премія «Золотий глобус» | Найкраща чоловіча роль — драма | Едді Редмейн                                         | Номінація |
| 2015 | Премія «Золотий глобус» | Найкраща жіноча роль — драма   | Фелісіті Джонс                                       | Номінація |
| 2015 | Премія «Золотий глобус» | Найкраща музика до фільму      | Йоганн Йоганнссон                                    | Номінація |
| 2015 | Премія «Оскар»          | Найкращий фільм                | Тім Беван, Ерік Феллнер, Ліса Брюс, Ентоні Маккартен | Номінація |
| 2015 | Премія «Оскар»          | Найкраща чоловіча роль         | Едді Редмейн                                         | Перемога  |
| 2015 | Премія «Оскар»          | Найкраща жіноча роль           | Фелісіті Джонс                                       | Номінація |
| 2015 | Премія «Оскар»          | Найкращий адаптований сценарій | Ентоні Маккартен                                     | Номінація |
| 2015 | Премія «Оскар»          | Найкраща музика до фільму      | Йоганн Йоганнссон                                    | Номінація |

### Виноски
1. 1 2  The Theory of Everything: Release Info (англ.). Internet Movie Database. Архів оригіналу за 14 листопада 2014. Процитовано 20 грудня 2014.
2. 1 2 3  The Theory of Everything (2014). BoxOfficeMojo.com. Box Office Mojo. Архів оригіналу за 27 листопада 2014. Процитовано 12 березня 2016.
3. 1 2  The Theory of Everything (англ.). Internet Movie Database. Архів оригіналу за 23 лютого 2015. Процитовано 23 лютого 2015.
4. ↑  The Theory of Everything (англ.). Allmovie. Архів оригіналу за 22 листопада 2014. Процитовано 20 грудня 2014.
5. 1 2  The Theory of Everything: Full Cast & Crew (англ.). Internet Movie Database. Архів оригіналу за 14 листопада 2014. Процитовано 20 грудня 2014.
6. ↑  {{Cite web|url=https://kinobaza.com.ua/titles/the-theory-of-everything
7. ↑  The Theory of Everything (англ.). Rotten Tomatoes. Архів оригіналу за 23 лютого 2015. Процитовано 23 лютого 2015.
8. ↑  The Theory of Everything (англ.). Metacritic. Архів оригіналу за 26 лютого 2015. Процитовано 23 лютого 2015.
9. ↑  The Theory of Everything: Awards (англ.). Internet Movie Database. Архів оригіналу за 20 листопада 2014. Процитовано 20 грудня 2014.